# Équipe de France masculine de handball au Championnat d'Europe 2008
L'équipe de France masculine de handball participe à ses 8e Championnats d'Europe lors de cette édition 2008 qui se tient en Norvège du 17 au 27 janvier 2008. La France est la tenante du titre.
Après un tour préliminaire sans défaite et un tour principal où les Bleus n'en concèdent qu'une seule sans conséquence lors du dernier match, la France rencontre en demi-finale la Croatie. Menés par le joueur considéré comme l'un des meilleurs au monde, Ivano Balić, les Croates s'imposent au terme d'un match très disputé (24-23). Pour la petite finale, elle rencontre les Allemands, champions du monde en titre et découragés à la suite de leur défaite contre le Danemark, futur champion d'Europe. La France l'emporte 36 à 26, le plus grand écart de buts vu jusque là dans un France-Allemagne, pour remporter la médaille de bronze.
Néanmoins, seuls le champion du monde 2007 et le champion d'Europe 2008 obtiennent une qualification directe pour les Jeux olympiques de 2008 à Pékin, l'Équipe de France doit passer par un tournoi de qualification olympique.

## Présentation

### Qualification
La France est directement qualifiée en tant que tenant du titre.

### Matchs de préparation
La France a notamment participé à un tournoi de préparation en Espagne :
- le 11 janvier 2008 à 18h30 à Ciudad Real, Salle Puerta de Santa Maria, France bat Monténégro 29 – 24 (Mi-temps : 15-4)[1] :
  - France : Fernandez 6, Abalo 6, Karabatic 5 dont 1 pen., Girault 3 dont 1 pen., Busselier 3 dont 1 pen., Paty 2, Dinart 1, G. Gille 1, Kempé 1, Guilbert 1.
  - Monténégro : Roganovic 7 dont 2 pen., Muratovic 6 dont 2 pen., Svitlica 5, Milasevic 3, Rakcevic 2, Mrvaljevic 1
  - Arbitres : MM Enrique Rios et Juan Pastor (Espagne)

### Effectif
Parmi les absents, Michaël Guigou a dû déclarer forfait à cause d'une opération chirurgicale pour une blessure récalcitrante à la cheville.
Au cours de la préparation Cédric Sorhaindo s'est blessé au mollet et a donc dû renoncer, lui qui a déjà été privé du mondial 2007 en Allemagne et de l'Euro 2006 en Suisse. Bertrand Gille souffrant d'une lésion musculaire à l’épaule nécessitant 10 jours de repos, Claude Onesta a fait appel au pivot de l’US Ivry Mohamed Mokrani pour la  phase préparatoire. Ce dernier ne participera finalement pas à la compétition, le poste de pivot étant occupé par Christophe Kempé et Bertrand Gille.
Autre blessure pendant la préparation, celle de l'ailier droit Nîmois Damien Scaccianocce qui s'est plaint d’une vive douleur au mollet sur son premier but lors d'un match de préparation. Le côté droit est alors dévolu à Cédric Paty, Luc Abalo et Cédric Burdet. Sauf que Burdet souffre d'un lumbago depuis son arrivée en Norvège et ne sera finalement pas en mesure d'assurer son poste.
Laurent Busselier a quant à lui vécu une compétition catastrophique : sanctionné d’un carton rouge face à l'Islande, il est victime d'une grosse entorse à la cheville droite lors de l'entraînement du lendemain en retombant sur le pied de Didier Dinart. Pour le remplacer, Sébastien Ostertag s'est jeté dans le premier avion possible pour rejoindre Trondheim et a pu être aligné lors du premier match du tour principal face à l'Espagne.
Enfin, deux autres changements stratégiques ont été effectués : Yohann Ploquin a remplacé Thierry Omeyer lors du dernier match du tour principal face à la Hongrie (la France étant assurée de terminer première de son groupe) et Bertrand Gille a été laissé au repos lors du match  pour la 3e place au profit de Geoffroy Krantz.

## Résultats

### Tour préliminaire
|   | Équipe    | Pts | J | G | N | P | Bp | Bc  | Diff |
| - | --------- | --- | - | - | - | - | -- | --- | ---- |
| 1 | France    | 6   | 3 | 3 | 0 | 0 | 90 | 76  | 14   |
| 2 | Suède     | 4   | 3 | 2 | 0 | 1 | 89 | 72  | 17   |
| 3 | Islande   | 2   | 3 | 1 | 0 | 2 | 68 | 76  | -8   |
| 4 | Slovaquie | 0   | 3 | 0 | 0 | 3 | 78 | 101 | -23  |

| 17 janvier | France    | 32 | 31 | Slovaquie | 18h15 |
| 17 janvier | Islande   | 19 | 24 | Suède     | 20h15 |
| 19 janvier | Slovaquie | 22 | 28 | Islande   | 18h15 |
| 19 janvier | Suède     | 24 | 28 | France    | 20h15 |
| 20 janvier | Slovaquie | 25 | 41 | Suède     | 16h15 |
| 20 janvier | France    | 30 | 21 | Islande   | 18h15 |

| 17 janvier 2008 18h15 CET | France | 32 - 31          | Slovaquie | Trondheim Affluence : 2 600 Arbitrage : Slobodan Visekruna, Zoran Stanojevi |
| 17 janvier 2008 18h15 CET | Daouda Karaboué (GB) Thierry Omeyer (GB) Olivier Girault (6 dont 1 p.) Bertrand Gille (5) Jérôme Fernandez (5) Daniel Narcisse (5) Nikola Karabatic (4 dont 1 p.) Luc Abalo (3) Didier Dinart (2) Cédric Paty (2) Guillaume Gille Christophe Kempé Laurent Busselier Fabrice Guilbert | (20 - 18)        | Richard Štochl (GB) Michal Shejbal (GB) František Šulc (10) Radovan Pekár (7) Radoslav Antl (5 dont 1 p.) Vlastimil Fuňak (3) Peter Dudás (3) Andrej Petro (1) Marek Mikéci (1) Radoslav Kozlov (1 dont 1 p.) Michal Baran Ján Faith Martin Straňovský Csaba Szűcs | Trondheim Affluence : 2 600 Arbitrage : Slobodan Visekruna, Zoran Stanojevi |
| 17 janvier 2008 18h15 CET | ×3 | Rapport Handzone | ×3 ×5 | Trondheim Affluence : 2 600 Arbitrage : Slobodan Visekruna, Zoran Stanojevi |

| 19 janvier 2008 20h15 CET | France | 28 - 24          | Suède | Trondheim Affluence : 3 640 Arbitrage : Viktor Poladenko, Igor Cherneg |
| 19 janvier 2008 20h15 CET | Daouda Karaboué (GB) Thierry Omeyer (GB) Nikola Karabatic (5 dont 1 p.) Olivier Girault (5) Luc Abalo (5) Jérôme Fernandez (4) Daniel Narcisse (4) Bertrand Gille (4) Laurent Busselier (1) Cédric Paty Christophe Kempé Fabrice Guilbert Guillaume Gille Didier Dinart | (18 - 13)        | Tomas Svensson (GB) Dan Beutler (GB) Dalibor Doder (4) Kim Andersson (4 dont 1 p.) Martin Boquist (4) Johan Petersson (3) Henrik Lundström (3) Jonas Källman (2) Jonas Larholm (2) Robert Arrhenius (1) Marcus Ahlm (1) Oscar Carlén Jan Lennartsson Magnus Jernemyr | Trondheim Affluence : 3 640 Arbitrage : Viktor Poladenko, Igor Cherneg |
| 19 janvier 2008 20h15 CET | ×2 ×3 | Rapport Handzone | ×2 | Trondheim Affluence : 3 640 Arbitrage : Viktor Poladenko, Igor Cherneg |

| 20 janvier 2008 18h15 CET | France | 30 - 21          | Islande | Trondheim Affluence : 2 335 Arbitrage : Miroslaw Baum, Marek Goralczyk |
| 20 janvier 2008 18h15 CET | Daouda Karaboué (GB) Thierry Omeyer (GB) Nikola Karabatic (10 dont 2 p.) Olivier Girault (4) Daniel Narcisse (4) Jérôme Fernandez (3) Luc Abalo (2) Bertrand Gille (2) Didier Dinart (1) Cédric Paty (1) Christophe Kempé (1) Fabrice Guilbert (1) Guillaume Gille (1) Laurent Busselier | (17 - 8)         | Birkir Ívar Guðmundsson (GB) Hreidar Guðmundsson (GB) Alexander Petersson (5) Snorri Steinn Guðjónsson (4 dont 2 p.) Guðjón Valur Sigurðsson (4) Logi Geirsson (2 dont 1 p.) Einar Hólmgeirsson (2) Róbert Gunnarsson (2) Bjarni Fritzson (1) Vignir Svavarsson (1) Hannes Jón Jónsson Sverre Andreas Jakobsson Ásgeir Örn Hallgrímsson Sigfús Sigurðsson | Trondheim Affluence : 2 335 Arbitrage : Miroslaw Baum, Marek Goralczyk |
| 20 janvier 2008 18h15 CET | ×3 ×4 ×1 | Rapport Handzone | ×3 ×2 | Trondheim Affluence : 2 335 Arbitrage : Miroslaw Baum, Marek Goralczyk |

### Tour principal
|   | Équipe    | Pts | J | G | N | P | Bp  | Bc  | Diff |
| - | --------- | --- | - | - | - | - | --- | --- | ---- |
| 1 | France    | 8   | 5 | 4 | 0 | 1 | 140 | 126 | 14   |
| 2 | Allemagne | 6   | 5 | 3 | 0 | 2 | 139 | 136 | 3    |
| 3 | Suède     | 5   | 5 | 2 | 1 | 2 | 131 | 131 | 0    |
| 4 | Hongrie   | 5   | 5 | 2 | 1 | 2 | 145 | 147 | -2   |
| 5 | Espagne   | 4   | 5 | 2 | 0 | 3 | 144 | 138 | 6    |
| 6 | Islande   | 2   | 5 | 1 | 0 | 4 | 129 | 150 | -21  |

| 22 janvier | Allemagne | 35 | 27 | Islande | 16h20 |
| 22 janvier | Espagne   | 27 | 28 | France  | 18h30 |
| 22 janvier | Hongrie   | 27 | 27 | Suède   | 20h30 |
| 23 janvier | Espagne   | 26 | 27 | Suède   | 16h15 |
| 23 janvier | Allemagne | 23 | 26 | France  | 18h15 |
| 23 janvier | Hongrie   | 28 | 36 | Islande | 20h15 |
| 24 janvier | Espagne   | 33 | 26 | Islande | 15h20 |
| 24 janvier | Hongrie   | 31 | 28 | France  | 17h20 |
| 24 janvier | Allemagne | 31 | 29 | Suède   | 19h20 |

Lors de la première rencontre du tour principal, la France retrouve leur adversaire de la finale en Suisse. Déjà battus pour la Hongrie, les Ibères doivent l'emporter pour espérer se qualifier pour les demi finales. Après une première mi-temps serrée (15-15), la France croit avoir fait le plus dur en menant 25-19 au bout d'un petit quart d’heure de jeu. Mais les Espagnols reviennent à un but sans pour autant parvenir à arracher la victoire lors des 8 dernières secondes malgré un jeu à 8 contre 6 (28-27).
| 22 janvier 2008 18h30 CET | France | 28 - 27          | Espagne | Trondheim Affluence : 1 890 Arbitrage : Per Olesen, Lars Ejby Pedersen |
| 22 janvier 2008 18h30 CET | Daouda Karaboué (GB) Thierry Omeyer (GB) Daniel Narcisse (7) Bertrand Gille (5) Nikola Karabatic (4) Olivier Girault (4 dont 1 p.) Jérôme Fernandez (4) Luc Abalo (3) Guillaume Gille (1) Didier Dinart Cédric Paty Sébastien Ostertag Christophe Kempé Fabrice Guilbert | (15 - 15)        | José Javier Hombrados (GB) José Manuel Sierra (GB) Alberto Entrerríos (5) Albert Rocas (5 dont 5 p.) Iker Romero (5 dont 2 p.) Chema Rodríguez (4) Rubén Garabaya (3) Raúl Entrerríos (3) Ion Belaustegui (2) Asier Antonio David Davis Julen Aguinagalde Roberto García Parrondo Juanin García | Trondheim Affluence : 1 890 Arbitrage : Per Olesen, Lars Ejby Pedersen |
| 22 janvier 2008 18h30 CET | ×2 ×3 | Rapport Handzone | ×2 | Trondheim Affluence : 1 890 Arbitrage : Per Olesen, Lars Ejby Pedersen |

Face à une Allemagne qui les avait cruellement battus lors du Mondial un an plus tôt, les Français ont l'intention bien affichée de se venger et ainsi se qualifier pour les demi-finales. Après un début de match dominé par les gardiens de but Thierry Omeyer et Henning Fritz (1-1 après 11 minutes de jeu), la France prend 4 buts d’avance à 8 minutes de la fin de la première période mais l'Allemagne intensifie sa défense pour marquer en contre-attaque et arriver au vestiaire avec seulement un but de débours (11-10). Si le défenseur allemand Oliver Roggisch prend sa troisième exclusion temporaire dès la 33e minute, les Français ne parviennent pas à s'envoler au score à cause de Fritz et doivent batailler pour l'emporter 26 à 23.
| 23 janvier 2008 18h15 CET | France | 26 - 23          | Allemagne | Trondheim Affluence : 2 945 Arbitrage : Viktor Poladenko, Igor Chernega |
| 23 janvier 2008 18h15 CET | Daouda Karaboué (GB) Thierry Omeyer (GB) Nikola Karabatic (8) Jérôme Fernandez (7 dont 1 p.) Daniel Narcisse (6) Luc Abalo (2) Olivier Girault (1) Bertrand Gille (1) Didier Dinart (1) Cédric Paty Sébastien Ostertag Christophe Kempé Fabrice Guilbert Guillaume Gille | (11 - 10)        | Henning Fritz (GB) Johannes Bitter (GB) Michael Kraus (6) Torsten Jansen (5 dont 2 p.) Florian Kehrmann (4) Holger Glandorf (2) Pascal Hens (2) Christian Zeitz (2) Markus Baur (1) Andrej Klimovets (1) Sebastian Preiß Lars Kaufmann Oliver Roggisch Dominik Klein | Trondheim Affluence : 2 945 Arbitrage : Viktor Poladenko, Igor Chernega |
| 23 janvier 2008 18h15 CET | ×3 ×2 | Rapport Handzone | ×2 ×5 ×1 | Trondheim Affluence : 2 945 Arbitrage : Viktor Poladenko, Igor Chernega |

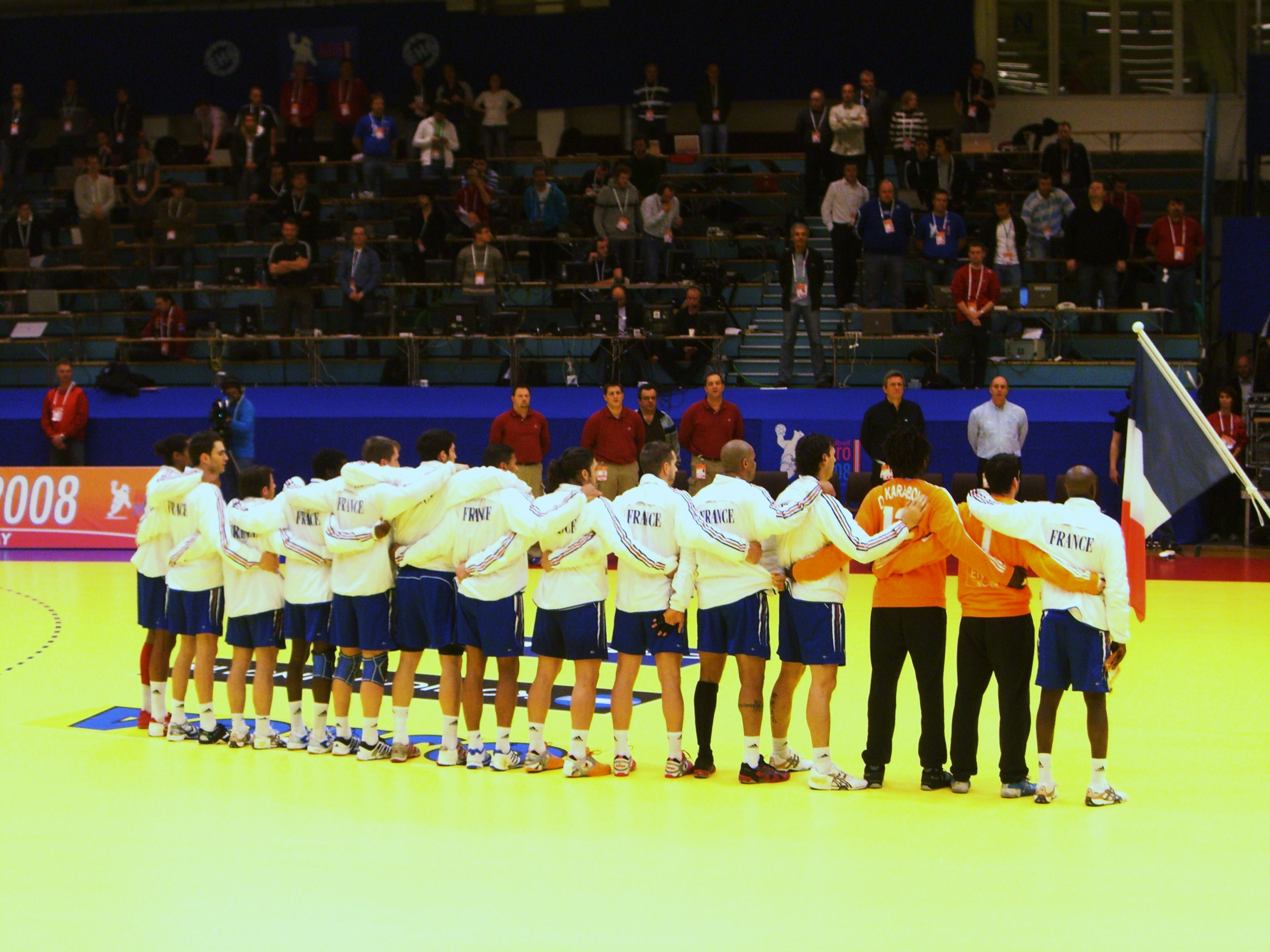
Les Bleus lors des hymnes

Déjà assuré de terminer à la première place, Claude Onesta avait largement annoncé que ce serait le grand turn over dans cette rencontre face à la Hongrie. Thierry Omeyer et Bertrand Gille ne vont d’ailleurs même pas fouler le Taraflex de Trondheim sur le match et les autres « titulaires » vont se partager le temps de jeu de façon presque égale, laissant la part belle aux Fabrice Guilbert, Christophe Kempé et Sébastien Ostertag. Menés de 4 buts à la mi-temps, les Bleus recollent à 17 partout après seulement 9 minutes de jeu. Mais la Hongrie parvient à reprendre la main sur le match s'imposer de trois buts.
| 24 janvier 2008 17h20 CET | France | 28 - 31              | Hongrie | Nidarøhallen, Trondheim Affluence : 2 360 Arbitrage : Kenneth Abrahamsen, Arne M. Kristiansen |
| 24 janvier 2008 17h20 CET | Yohann Ploquin (GB) Daouda Karaboué (GB) Fabrice Guilbert (6 dont 1 p.) Cédric Paty (5) Sébastien Ostertag (4) Christophe Kempé (3) Luc Abalo (3 dont 2 p.) Daniel Narcisse (3) Nikola Karabatic (2 dont 2 p.) Olivier Girault (1) Jérôme Fernandez (1) Bertrand Gille Guillaume Gille Didier Dinart | (11 - 15)            | Nenad Puljezević (GB) Nándor Fazekas (GB) Ferenc Ilyés (9) Nikola Eklemović (4) Szabolcs Zubai (4) Szabolcs Törő (4) Tamás Iváncsik (3) Gergő Iváncsik (3) Kornél Nagy (1) Tamás Mocsai (1) Gábor Herbert (1) László Nagy (1) Balázs Laluska Gábor Császár | Nidarøhallen, Trondheim Affluence : 2 360 Arbitrage : Kenneth Abrahamsen, Arne M. Kristiansen |
| 24 janvier 2008 17h20 CET | ×3 | Rapport EHF Handzone | ×3 ×5 | Nidarøhallen, Trondheim Affluence : 2 360 Arbitrage : Kenneth Abrahamsen, Arne M. Kristiansen |

### Demi-finale
En demi-finale annoncée comme flamboyante, la France retrouve une Croatie menée par le joueur considéré comme l'un des meilleurs au monde, Ivano Balić. Haché par de nombreux arrêts de jeu, le match est finalement assez terne et pauvre collectivement. Les Croates prennent rapidement deux buts d'avance et maintiennent l'écart jusqu'à la mi-temps (9-11). Grâce notamment à Luc Abalo, la France va parvenir à faire son retard et même prendre l'avantage à 6 minutes de la fin. Mais là cause d'un Ivano Balic intenable et d'un Blazencko Lackovic décisif dans les derniers instants, la Croatie s'impose 24 à 23 et prive les Bleus de finale.
| 26 janvier 2008 15h0 CET | France | 23 - 24              | Croatie | Håkons Hall, Lillehammer Arbitrage : Miroslaw Baum, Marek Goralczyk |
| 26 janvier 2008 15h0 CET | Daouda Karaboué (GB) Thierry Omeyer (GB) Luc Abalo (7) Daniel Narcisse (7) Nikola Karabatic (5 dont 1 p.) Guillaume Gille (2) Olivier Girault (1 dont 1 p.) Jérôme Fernandez (1) Cédric Paty (2) Sébastien Ostertag Christophe Kempé Fabrice Guilbert Bertrand Gille Didier Dinart | (9 - 11)             | Vjenceslav Somić (GB) Mirko Alilović (GB) Petar Metličić (6) Ivano Balić (5) Ivan Čupić (4 dont 2 p.) Tonči Valčić (3) Blaženko Lacković (2) Igor Vori (2) Nikša Kaleb (1) Domagoj Duvnjak (1 dont 1 p.) Josip Valčić Zlatko Horvat Denis Špoljarić Davor Dominiković | Håkons Hall, Lillehammer Arbitrage : Miroslaw Baum, Marek Goralczyk |
| 26 janvier 2008 15h0 CET | ×3 ×2 | Rapport EHF Handzone | ×3 ×1 | Håkons Hall, Lillehammer Arbitrage : Miroslaw Baum, Marek Goralczyk |

### Match pour la3eplace
Après la courte défaite face à la Croatie, la France doit se remobiliser aller chercher la médaille de bronze en retrouvant l'Allemagne elle-même battue sur le fil par le Danemark. Dominateurs, les Français s'envolent rapidement (18-9 à la mi-temps) pour s'imposer largement 36 à 26, le plus grand écart de buts vu jusque là dans un France-Allemagne, pour remporter la médaille de bronze.
| 27 janvier 2008 13h30 CET | France | 36 - 26              | Allemagne | Håkons Hall, Lillehammer Arbitrage : Valentyn Vakula, Aleksandr Ljudovik |
| 27 janvier 2008 13h30 CET | Daouda Karaboué (GB) Thierry Omeyer (GB) Olivier Girault (8 dont 5 p.) Daniel Narcisse (7) Nikola Karabatic (6) Luc Abalo (6) Cédric Paty (2) Sébastien Ostertag (2) Christophe Kempé (2) Geoffroy Krantz (1) Jérôme Fernandez (1) Guillaume Gille (1) Fabrice Guilbert Didier Dinart | (18 - 9)             | Henning Fritz (GB) Johannes Bitter (GB) Torsten Jansen (7 dont 3 p.) Pascal Hens (6) Stefan Schröder (3) Michael Kraus (3) Holger Glandorf (2) Andrej Klimovets (2) Rolf Hermann (1) Christian Zeitz (1) Dominik Klein (1) Lars Kaufmann Markus Baur Frank von Behren | Håkons Hall, Lillehammer Arbitrage : Valentyn Vakula, Aleksandr Ljudovik |
| 27 janvier 2008 13h30 CET | ×3 | Rapport EHF Handzone | ×3 ×4 | Håkons Hall, Lillehammer Arbitrage : Valentyn Vakula, Aleksandr Ljudovik |

## Statistiques

### Récompenses
Deux joueurs français sont désignés dans l'équipe-type de la compétition,,, :
- Meilleur joueur (MVP) : Nikola Karabatic,  France
- Arrière gauche : Daniel Narcisse,  France

### Buteurs
Nikola Karabatic est également le co-meilleur buteur avec Lars Christiansen et Ivano Balić, tous 3 ayant marqué 44 buts
Les meilleurs buteurs sont,. Daniel Narcisse est juste derrière avec 43 réalisations.

### Statistiques détaillées
Les statistiques détaillées de l'équipe de France sont,, :
| Rang  | Joueur             | Tot. | Tirs | %      | 7m    | MJ | Moy. | Carton jaune | Suspension | Carton rouge | Temps de jeu    |
| ----- | ------------------ | ---- | ---- | ------ | ----- | -- | ---- | ------------ | ---------- | ------------ | --------------- |
| 1     | Nikola Karabatic   | 44   | 89   | 49,4 % | 7/14  | 8  | 5,5  | 3            | 2          | 0            | 6 h 34 min 50 s |
| 2     | Daniel Narcisse    | 43   | 72   | 59,7 % |       | 8  | 5,4  | 0            | 3          | 0            | 5 h 40 min 58 s |
| 3     | Luc Abalo          | 31   | 55   | 56,4 % | 2/3   | 8  | 3,9  | 1            | 1          | 0            | 6 h 21 min 29 s |
| 4     | Olivier Girault    | 30   | 44   | 68,2 % | 8/11  | 8  | 3,8  | 3            | 2          | 0            | 6 h 36 min 34 s |
| 5     | Jérôme Fernandez   | 26   | 45   | 57,8 % | 1/2   | 8  | 3,3  | 5            | 0          | 0            | 5 h 2 min 18 s  |
| 6     | Bertrand Gille     | 17   | 20   | 85 %   |       | 7  | 2,4  | 3            | 3          | 0            | 4 h 47 min 27 s |
| 7     | Cédric Paty        | 10   | 17   | 58,8 % | 0/1   | 8  | 1,3  | 0            | 3          | 0            | 1 h 42 min 50 s |
| 8     | Fabrice Guilbert   | 7    | 18   | 38,9 % | 1/2   | 8  | 0,9  | 0            | 1          | 0            | 1 h 45 min 22 s |
| 9     | Christophe Kempé   | 6    | 9    | 66,7 % |       | 8  | 0,8  | 0            | 1          | 0            | 1 h 20 min 51 s |
| 10    | Sébastien Ostertag | 6    | 10   | 60 %   |       | 5  | 1,2  | 0            | 0          | 0            | 0 h 54 min 41 s |
| 11    | Guillaume Gille    | 5    | 12   | 41,7 % |       | 8  | 0,6  | 2            | 4          | 0            | 2 h 44 min 59 s |
| 12    | Didier Dinart      | 4    | 6    | 66,7 % |       | 8  | 0,5  | 4            | 4          | 0            | 3 h 46 min 6 s  |
| 13    | Laurent Busselier  | 1    | 4    | 25 %   | 1/2   | 2  | 0,5  | 0            | 0          | 1            | 0 h 29 min 11 s |
| 14    | Geoffroy Krantz    | 1    | 1    | 100 %  |       | 1  | 1,0  | 1            | 0          | 0            | 0 h 11 min 24 s |
| Total | Total              | 231  | 402  | 57,5 % | 20/35 | 8  | 28,9 | 22           | 24         | 1            | 8 h 0 min 0 s   |

Parmi les statistiques, on peut remarquer la faible efficacité aux jets de 7 mètres, avec un taux de réussite d'un peu plus de 50 % (20 buts marqués sur 35 tentatives).

### Gardiens de but
Les statistiques détaillées sont :
| Rang | Joueur          | %    | Arrêts | Tirs | MJ | Moy. | 7m   | Temps de jeu    |
| ---- | --------------- | ---- | ------ | ---- | -- | ---- | ---- | --------------- |
| 1    | Thierry Omeyer  | 34 % | 77     | 229  | 7  | 11,0 | 7/27 | 6 h 15 min 38 s |
| 2    | Daouda Karaboué | 33 % | 19     | 58   | 8  | 2,4  | 0/9  | 1 h 15 min 22 s |
| 3    | Yohann Ploquin  | 27 % | 6      | 22   | 1  | 6,0  | 0/0  | 0 h 30 min 0 s  |